# Coccodì coccodà
Mon coq est mort (letteralmente Il mio gallo è morto, generalmente tradotto in italiano con Il gallo è morto) è considerato un motivo tradizionale francese. In Italia è stato registrato alla SIAE col titolo Coccodì coccodà da Walter Valdi per il testo e da Armando Celso per la musica ed interpretato dallo stesso Valdi nel 45 giri Coccodì e coccodà/Ma va a scopare il mare del 1970.

## Il brano
La musica è molto semplice, basata su due accordi, con strofe che si ripetono, ricalcando lo stile della musica folk.
Il testo è costituito da una sola frase:
Il gallo è morto, il gallo è morto,
il gallo è morto, il gallo è morto,
non canterà più e coccodì e coccodà,
non canterà più e coccodì e coccodà!
Tale frase viene ripetuta varie volte in varie lingue; l'effetto comico è dato sia da alcune strofe maccheroniche in russo, tedesco e latino, sia dall'accentuazione data dall'interprete su alcune caratteristiche della pronuncia della lingua in cui canta.
Il finale, cantato in dialetto milanese, svela il colpo di scena: "Sun stà mi che o masà el gall!" "Te se stà ti che t'è masà el gall?!?" "El m'a rott i ball col coccodì e coccodà, El m'a rott i ball col coccodì e coccodà!".

## Le cover
Il brano divenne subito molto noto, sin dalla sua prima pubblicazione, ed entrò nel repertorio di molti cabarettisti e cantanti, venendo quindi reinciso in molte occasioni.
Ecco alcune delle più significative:
- 1964: I Gufi, nell'album omonimo (con il titolo Coccodì coccodà)
- 1971: Bruno Lauzi, nell'album Amore caro amore bello.....[2]
- 1971: Nanni Svampa e Lino Patruno, 45 giri (con il titolo Coccodì coccodà (Il gallo è morto))
- 1977: Benito Urgu, nell'album Sexy Fonni (con il titolo Il gallo è morto)
- 1981: I Gufi nell'album I Gufi
- 1992: Francesco Salvi nell'album In gita col Salvi (con il titolo Coccodì coccodà (Il gallo))

La canzone è stata inoltre eseguita in vari spettacoli televisivi da vari artisti, tra cui Claudio Bisio e Claudio Baglioni (in una puntata di Zelig) e Cochi e Renato.